# Jan Radziwiłł (zm. 1542)
Jan II Radziwiłł herbu Trąby (ur. ok. 1492 Goniądz, zm. w styczniu 1542 w Chochle) – podczaszy wielki litewski syn Mikołaja II Radziwiłła.

## Biografia
Był podczaszym wielkim litewskim od 1522 roku, dzierżawcą markowskim i wasiliskim, senatorem I RP w latach 1535-1542. Pełnił funkcję starosty żmudzkiego od 1535 roku, a także starosty kowalewskiego i bielskiego.

## Życie prywatne
Był synem Mikołaja II Radziwiłła herbu Trąby i Elżbiety Sakowicz herbu Pomian. Miał dwójkę rodzeństwa Mikołaja i Sofię Radziwiłłów. W 1524 roku wziął ślub z Anną Kostewicz herbu Leliwa i miał z nią trzy córki, Annę, Petronelę i Elżbietę Radziwiłłówny.